# Перевал Ферсмана
Перевал Ферсмана — перевал у Мурманській області (РФ), висота — 974 м над рівнем моря. Розташовується в західній частині Хібін між вершиною Ферсмана та плато Юдичвумчорр, з'єднує долини Меридіонального струмка та Малої Білої річки. Названий на честь радянського геохіміка та дослідника Хібін — Олександра Євгеновича Ферсмана.